# 弗拉迪斯拉夫·科倫紐克
弗拉迪斯拉夫·科倫紐克（烏克蘭語：Владислав Коренюк，羅馬化：Vladyslav Koreniuk，1994年1月8日—）為烏克蘭男子籃球運動員，場上位置為中鋒，最後效力於中国男子篮球职业联赛南京同曦。

## 職業生涯
2016年7月，科倫紐克加入大波蘭地區奧斯特魯夫鋼鐵。2016年12月，大波蘭地區奧斯特魯夫鋼鐵終止科倫紐克的合約，科倫紐克改與希奧利艾簽約至賽季結束。2017年6月，科倫紐克加入全国男子篮球联赛（NBL）重庆三海兰陵，共出賽26場，場均攻下24.3分、8.5籃板、1.8助攻。2017年9月，內韋日斯引進科倫紐克。
2018年3月，科倫紐克轉戰塔布-盧爾德聯合。2018年NBL賽季科倫紐克改效力武汉当代，出賽31場，場均可挹注24分、12.4籃板。2019年1月，SCM克拉約瓦大學簽下科倫紐克。2019年9月，聖康坦引進科倫紐克。2019年11月，科倫紐克加入基輔。2020年7月，科倫紐克與基輔簽下新約。2021年8月，克里夫巴斯簽下科倫紐克。
2022年3月，在經過一週測試以後，科倫紐克與尤文圖斯簽約至賽季結束。2022年9月，杜巴俱樂部引進科倫紐克。2023年NBL賽季科倫紐克則效力江西赣驰，場均表現為18.8分、12.5籃板、1.5助攻。2024年1月，科倫紐克加盟T1聯盟臺北戰神。12月5日，中国男子篮球职业联赛南京同曦簽下科倫紐克。12月27日，南京同曦取消註冊科倫紐克。

## 國家隊生涯
2012年科倫紐克代表烏克蘭U18參加歐洲U18籃球錦標賽，2013年代表烏克蘭U20參加歐洲U20籃球錦標賽，2014年參加歐洲U20籃球錦標賽B組，2021年代表烏克蘭參加2022年歐洲籃球錦標賽資格賽。

## 外部連結
- 弗拉迪斯拉夫·科倫紐克的Instagram帳戶
- 弗拉迪斯拉夫·科伦纽克在fiba.basketball（英语）
- 弗拉迪斯拉夫·科伦纽克在archive.fiba.com（存檔）（英语）
- 弗拉迪斯拉夫·科伦纽克在歐洲籃球聯賽官網（英语）
- 弗拉迪斯拉夫·科伦纽克在法國籃球甲級聯賽官網（法语）
- 弗拉迪斯拉夫·科伦纽克在中国男子篮球职业联赛官網
- 弗拉迪斯拉夫·科伦纽克在Basketball-Reference.com（國際）（英语）
- 弗拉迪斯拉夫·科伦纽克在Eurobasket.com（球員）（英语）
- 弗拉迪斯拉夫·科伦纽克在Proballers（英语）
- 弗拉迪斯拉夫·科伦纽克在RealGM（英语）
- 弗拉迪斯拉夫·科伦纽克在中国篮球数据库
- 弗拉迪斯拉夫·科伦纽克在Flashscore（英语）
- . French Basketball Scouting.   [2024-12-05]. （原始内容存档于2024-12-05）.